# 石田肇
石田 肇（いしだ はじめ、1947年6月 - ）は、日本の歴史学者。群馬大学教育学部社会科教育講座名誉教授。専門は東洋史（中国、日中関係史）。

## 来歴・人物
- 1947年6月　東京都世田谷区において出生。
- 1970年3月　早稲田大学第一文学部東洋史学科卒業。
- 1977年3月　東京教育大学大学院博士課程文学研究科東洋史学科単位取得満期退学

- 東洋史を中心に研究し、 中国金石学を主な研究テーマとしている。

## 著書
- 北宋の撃鼓と投　（アジア諸民族における社会と文化）　1984年
- 程明道小考-治績・新法・学校教育- （歴史における民衆と文化）　1982年
- ヴィジュアル書芸術全集第7巻<五代・宋一金> （雄山閣出版） 1992年
- 傳雲龍の『日本金石志』と陳矩 （国際書学研究） 2000年
- 金石学 杉村邦彦編「中国書史を学人のために」2002年
- ふ雲龍の『日本金石志』と陳矩 （第４回国際書学研究大会記念論文集国際書学研究　（萱原書房）　2000年
- 在日本的各種型式的古鐘 （首届北京国際古鐘文化交流研討会資料わい編）（同組委会）、2005年

## 論文
- 『「浪花みやげ」所収の「大日本石鐘名所見立角力」についてー江戸末金石事情の一端ー』　群馬大学教育学部紀要人文・社会科学編 （大学・研究所等紀要）、2003年
- 『清水正健にかかわる二・三の新資料と著作一覧』東洋文化（無窮会） （学術雑誌）、 2003年
- 『西田直養の『金石年表』と「古物金石相撲」ー『金石年表』関係事項一覧ー』　群馬大学教育学部紀要人文・社会科学編 （大学・研究所等紀要）、2004年

他多数

## 所属学会
- 東洋史研究会
- 無窮会（評議員、理事）
- 史学会
- 東方学会
- 書論研究会（副会長）
- 日本道教学会
- 日本古鐘研究会（副会長）